# Ільницька Ольга Сергіївна
Ольга Сергіївна Ільницька (нар. 31 липня 1951, Тарутине, Одеська область, Українська РСР) — українська письменниця, поетеса, журналістка, член Національного Союзу журналістів України, PEN International (2007), Спілки письменників Москви (2000), Південноросійського союзу письменників.

## Життєпис
Закінчила історичний факультет Одеського університету в 1974 році та Московський історико-архівний інститут у 1986 році.
Перша публікація в 1991 в альманасі «Вільне місто» (Одеса: Маяк).

## Громадянська позиція
У березні 2014 року підписала листа «Ми з Вами!» КіноСоюзу на підтримку України.